# Fred Roberts
Pour les articles homonymes, voir Roberts.

a Compétitions nationales et continentales officielles uniquement.

b Matchs officiels uniquement.
Frederick Roberts, né le 7 avril 1882 à Wellington (Nouvelle-Zélande) et mort le 21 juillet 1956 à Wellington (Nouvelle-Zélande), est un joueur de rugby à XV qui a joué avec l'équipe de Nouvelle-Zélande. Il évolue au poste de demi de mêlée  (1,70 m pour 78 kg).  

## Carrière
Il a disputé son premier test match avec l'équipe de Nouvelle-Zélande le 18 novembre 1905 contre l'Écosse. 
Il participe à la tournée des Originals, équipe représentant la Nouvelle-Zélande en tournée en Grande-Bretagne en 1905, en France et en Amérique du Nord en 1906. Fred Roberts est un des grands bénéficiaires de la tournée, disputant 36 des 42 matchs, dont les quatre test matchs internationaux contre les îles britanniques et irlandaises.
Son dernier test match a lieu contre l'Australie le 2 juillet 1910. 

## Palmarès

### En équipe nationale
- 12 sélections avec l'Équipe de Nouvelle-Zélande de rugby à XV (3 comme capitaine)
- 11 points, 2 essais, 1 transformation, 1 pénalité
- Sélection par année : 4 en 1905, 3 en 1907, 2 en 1908, 3 en 1910
- Nombre total de matchs avec les All Blacks : 52 (8 comme capitaine)